# Sparianthis tuparro
Espèce
Sparianthis tuparro est une espèce d'araignées aranéomorphes de la famille des Sparassidae.

## Distribution
Cette espèce est endémique du département de Vichada en Colombie,. Elle se rencontre vers Cumaribo.

## Description
Le mâle holotype mesure 5,37 mm et la femelle paratype 6,24 mm.

## Systématique et taxinomie
Cette espèce a été décrite par Casas et Rheims en 2024.

## Étymologie
Son nom d'espèce lui a été donné en référence au lieu de sa découverte, le parc national naturel El Tuparro.

## Publication originale
- Casas & Rheims, 2024 : « An update on the genus Sparianthis Simon, 1880 (Sparassidae: Sparianthinae). » Zootaxa, no 5496(3), p. 343-369.